# Logements sociaux Jonfosse
 (janvier 2020).
La mise en forme du texte ne suit pas les recommandations de Wikipédia : il faut le « wikifier ».
Les points d'amélioration suivants sont les cas les plus fréquents. Le détail des points à revoir est peut-être précisé sur la page de discussion.
- Les titres sont pré-formatés par le logiciel. Ils ne sont ni en capitales, ni en gras.
- Le texte ne doit pas être écrit en capitales (les noms de famille non plus), ni en gras, ni en italique, ni en « petit »…
- Le gras n'est utilisé que pour surligner le titre de l'article dans l'introduction, une seule fois.
- L'italique est rarement utilisé : mots en langue étrangère, titres d'œuvres, noms de bateaux, etc.
- Les citations ne sont pas en italique mais en corps de texte normal. Elles sont entourées par des guillemets français : « et ».
- Les listes à puces sont à éviter, des paragraphes rédigés étant largement préférés. Les tableaux sont à réserver à la présentation de données structurées (résultats, etc.).
- Les appels de note de bas de page (petits chiffres en exposant, introduits par l'outil «  Source ») sont à placer entre la fin de phrase et le point final[comme ça].
- Les liens internes (vers d'autres articles de Wikipédia) sont à choisir avec parcimonie. Créez des liens vers des articles approfondissant le sujet. Les termes génériques sans rapport avec le sujet sont à éviter, ainsi que les répétitions de liens vers un même terme.
- Les liens externes sont à placer uniquement dans une section « Liens externes », à la fin de l'article. Ces liens sont à choisir avec parcimonie suivant les règles définies. Si un lien sert de source à l'article, son insertion dans le texte est à faire par les notes de bas de page.
- La présentation des références doit suivre les conventions bibliographiques. Il est recommandé d'utiliser les modèles {{Ouvrage}}, {{Chapitre}}, {{Article}}, {{Lien web}} et/ou {{Bibliographie}}. Le mode d'édition visuel peut mettre en forme automatiquement les références.
- Insérer une infobox (cadre d'informations à droite) n'est pas obligatoire pour parachever la mise en page.

Pour une aide détaillée, merci de consulter Aide:Wikification.
Si vous pensez que ces points ont été résolus, vous pouvez retirer ce bandeau et améliorer la mise en forme d'un autre article.
Les logements sociaux Jonfosse se situent aux numéros 79-87 de la rue Jonfosse à Liège en Belgique. Ils sont réalisés entre 1935 et 1936 par La Maison Liégeoise. Elle fait appel à l'architecte belge, Melchior Jeurgen (1888-?), pour réaliser le bâtiment.

## Architecte
Melchior Jeurgen réalise, durant sa carrière, de nombreux immeubles de logements sociaux pour le compte de la société coopérative : La Maison Liégeoise. Le style moderniste et d'inspiration hollandaise de Jeurgen permet au complexe des logements sociaux Jonfosse de se détacher de ce qu'on peut voir à l'époque dans la région.

## La Maison Liégeoise
Le 15 janvier 1921, pour répondre à la crise du logement de l'après-guerre, La Maison Liégeoise est inaugurée. Depuis sa création, elle évolue constamment dans sa conception du logement social. À la suite de l'évolution constante des techniques de construction et l'amélioration du confort et des services proposés (ajouts d'ascenseurs, de cuisines équipées, de salles de bains...) par les politiques de restauration, elle a su s'adapter aux familles ouvrières mais également aux autres profils sociologiques qui sont apparus plus tard.

## Résumé de l'histoire du logement social en Belgique
Avant le XIXe siècle, le logement social n'existe pas. C'est durant l'industrialisation qu'une demande accrue de logements se fait savoir. Les ouvriers travaillant dans les industries et les mines doivent se loger avec leur famille.
À l'époque, plusieurs situations existent :
- Autour des villes, se trouvent des banlieues industrielles, des quartiers péricentraux ou encore des conurbations industrielles se créant autour des charbonnages et mêlant infrastructures, quartiers d'habitats ouvriers et noyaux villageois.

- Par ailleurs, au sein des villes, des quartiers populaires se créent, l'offre de logement étant insuffisante, des formes spéculatives d'habitat se développent.

1850 : Des convictions libérales ainsi que des interventions naissent afin d'empêcher que les villes ne deviennent des organismes sous pression et hors de contrôle.
En effet, en 1866, la population bourgeoise a peur, le choléra se répand jusqu'à sa porte. La montée d'un mouvement social apparait. Coopératifs, syndicaux et politiques se rassemblent et forment une régulation. C'est l'Avant-plan des logements dignes.
1860-1880 : Une société à capitaux mixtes créé des ensembles de maisons ouvrières dans différentes villes de Belgique. Elles sont réalisés dans des quartiers non urbanisés.
1886: Une loi est votée à la suite d'émeutes ouvrières. Celle-ci encourage la construction et le financement d'habitations ouvrières, l'idée étant d'inciter les travailleurs à devenir propriétaires dans l'espoir d'en faire « des alliés de l'ordre ».
1889 et 1892 : Deux lois sont créées. La première autorise la création de comités de patronage, tandis que la deuxième permet à la Caisse d'épargne et de retraite de réaliser des avances à taux préférentiels aux organismes de crédit pour candidats propriétaires et aux sociétés de construction de logements ouvriers. Cependant, le logement n'est qu'accessible qu'à l'élite ouvrière.
1908 : Les lois deviennent applicables aux petits propriétaires.
1914-1918 : Aucun logement ne sera construit durant la Première Guerre mondiale, cela crée une demande accrue.
Après la guerre, les conditions politiques ont changé. La classe populaire revendique -en contrepartie d'avoir défendu le pays- l'accession à une citoyenneté complète, le suffrage universel et des réformes sociales.
1919 : La Société Nationale des Habitations et Logements à Bon Marché (SNHLBM) est créée. Des coopératives ou sociétés locales se développent un peu partout en Belgique.
Jusqu'aux années 20 : À la périphérie des villes, à distance des lieux de travail, il y a une apparition de logements construits sur le modèle des cités jardins anglaises. Ensuite, des projets de plus grande envergure apparaissent, certaines dispositions seront mises en place pour freiner l'exode rural.
1920-1970 : Une construction importante de logements sociaux apparaît. En effet, il y a une amélioration des techniques de construction grâce à l'évolution qualitative des différents matériaux.
En 1970 : Cette décennie connaît des politiques de restauration. Les bâtiments s’abîment et les adapter aux nouvelles normes permet un meilleur confort. La ville redevient un système plus ouvert, à échelle humaine.
1980 à 1991 : En Europe, l'activité est freinée. On n'investit plus autant dans le logement public. Un plan de sauvegarde du logement social est mis en œuvre par le Gouvernement pour parvenir à restaurer l'équilibre global du secteur.
Les années 90 : La Région wallonne développe de nouveaux programmes d'investissements en rénovation et en construction. Elle vise aussi à inscrire le logement public dans le milieu de vie et à ne plus l'isoler loin des équipements publics, commerciaux, sociaux ou culturels.
Fin du XXe signe le début du développement durable.
2003 : le lancement d'un PEI (Programme Exceptionnel d'Intervention d'un milliard d'euros) permet que de nombreux chantiers d'amélioration soient menés avec des opérations de «déconstruction » et de rénovation.
Début du 21e siècle : On constate une haute qualité dans l'architecture des logements sociaux. Certaines réalisations sont primées par des concours.

## Description du bâtiment

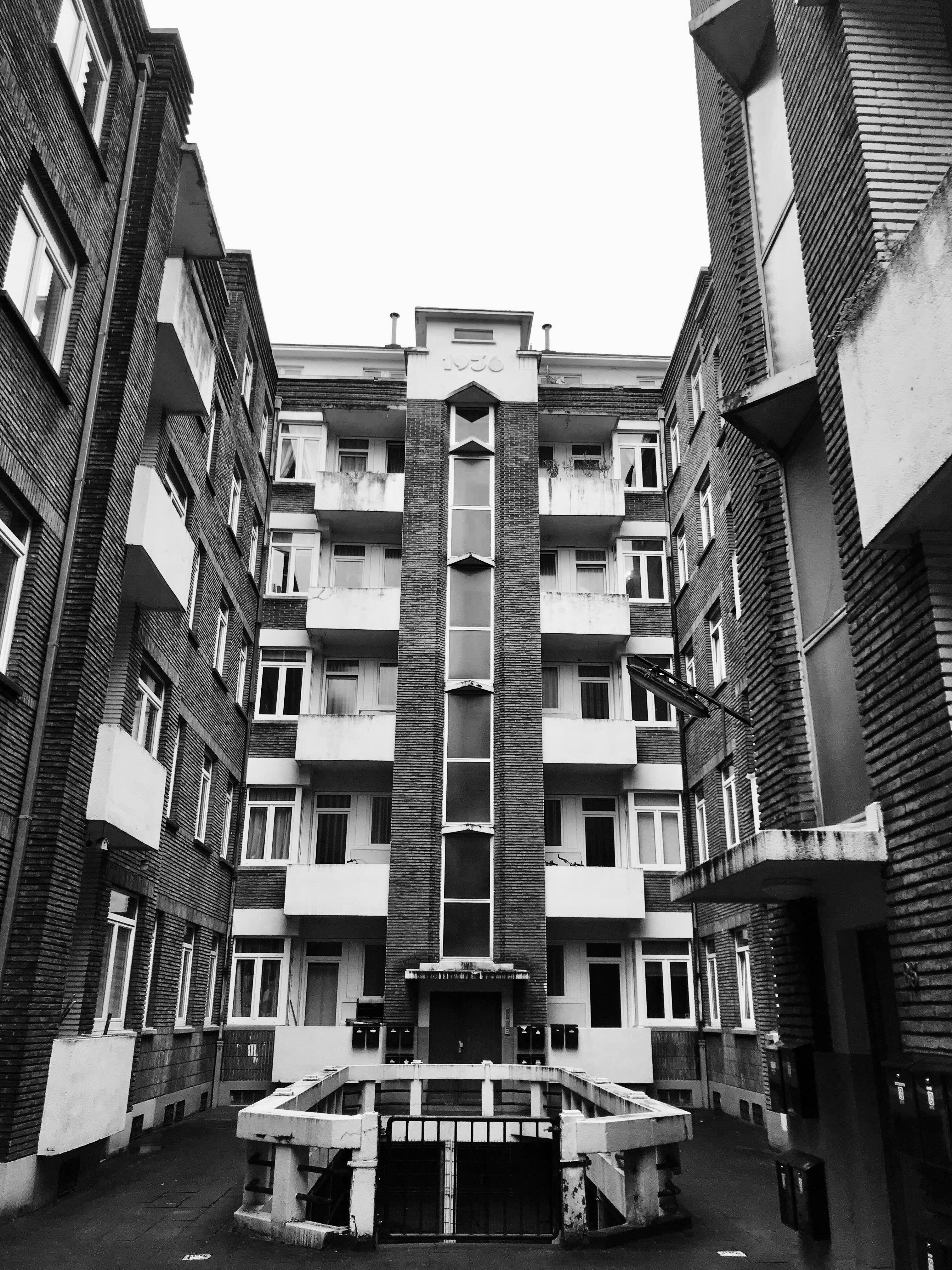

### Contexte
La rue Jonfosse est principalement constituée de logements à front de voirie. Le bâtiment, lui, en forme de U, s'articule autour d'une cour centrale ouverte sur la rue.

### Fonctionnement en plan
La circulation se fait par les trois escaliers de service à l'intérieur du complexe. Dans la cour, un escalier extérieur mène aux caves.
Le rez-de-chaussée comporte quatre appartements et deux magasins à front de rue. Ces derniers possèdent une salle commune. Les appartements ont un balcon ou une cour privative, trois pièces en enfilades (deux chambres et une pièce commune) et un hall d'entrée et WC.
Les trois étages suivants se composent de manière similaire. Les magasins laissant place à des appartements et les cours privatives à des petits balcons.
Le 4e et le 5e étage sont construits en retrait sur l'alignement des façades. Il y a deux appartements ainsi que des greniers et séchoirs au 4e mais seulement des greniers au 5e étage.

### Construction et Matériaux

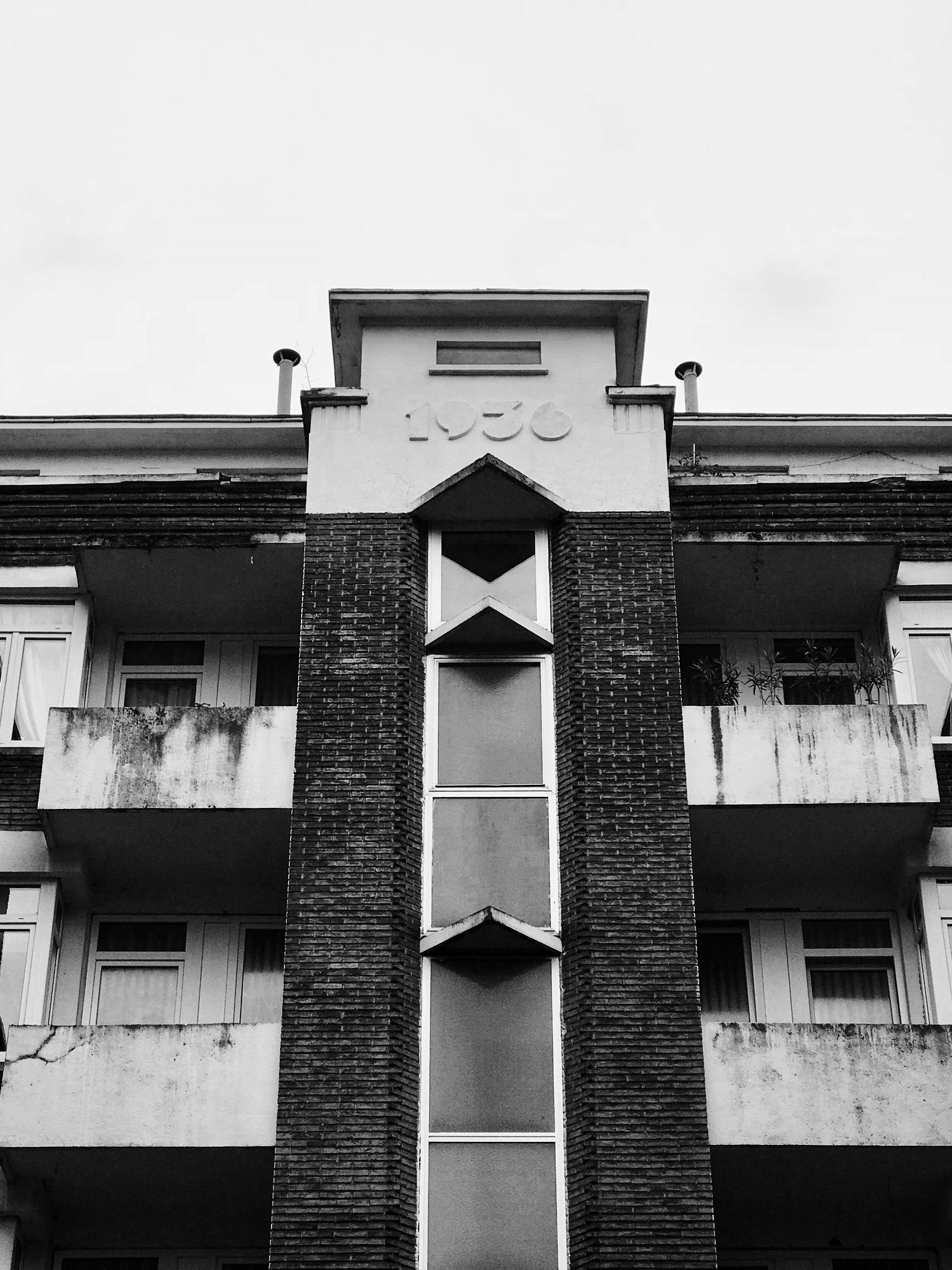

#### Façades
L'architecte dynamise les façades grâce au jeu de composition de briques mettant en valeur les axialités. Il choisit également une couleur rouge pour les châssis des baies tandis que ceux composant l'axe vertical des circulations sont noirs. Enfin, il intègre des balcons à chaque appartement.
Dans les plans d'époque , l'architecte imagine des bacs de fleurs devant les balcons de chaque appartement permettant ainsi de dynamiser la façade, de lui donner vie. Cette architecture est réalisée lors de l'exposition internationale se tenant à Liège en 1930 à l'occasion du Centenaire de la Belgique. C'est dans ces circonstances que, dans tous les domaines, des idées nouvelles affluent et s'affrontent.

#### Matériaux
Il y a une évolution au niveau des choix des matériaux qu'on distingue clairement lors de la réalisation de ce projet. Avant 1930, les logements conçus par La Maison Liégeoise étaient en briques et en bois. Les fabricants se penchent sur les problèmes de ces matériaux traditionnels. Une recherche est réalisée pour une qualité thermique, une modulation dans la forme, l'agrément dans la teinte, la qualité dans la texture ou encore pour la réduction dans la porosité. Malheureusement, ces matériaux proposés à l'époque par les industries sont trop onéreux. Ils influencent cependant la manière de concevoir et de composer les futurs murs extérieurs. Gérer l'humidité entre les parements intérieurs et les murs extérieurs se fait par la réalisation de murs doubles. L'extérieur composé d'un parement mince en brique nouvelle ainsi que l'intérieur d'un mur porteur plus épais en brique ordinaire sont séparés d'un vide, cela améliore l'isolation thermique.
Il y a également une autre évolution importante, celle de l'apport du béton armé dans les constructions. La première ossature complète est construite à titre d'essai pour les immeubles à trois et quatre niveaux de la rue Naimette en 1930. Avant cela, il n'y avait que des interventions plus discrètes (ex : pour les linteaux de baies extérieurs, pour certaines marches d'escaliers ou pour les dalles de laveries, de balcons et de cage d'escalier).
Dans les caves, les refends ont disparu et font place à des cloisons, le résultat financier est nettement meilleur. Le volume de béton armé à mettre en œuvre par unité de logement diminue au fur et à mesure que la qualité des matériaux de base s'améliore et que les progrès d'études théoriques se poursuivent. Les logements Jonfosse se créent donc avec l'aide des résultats acquis.

## Aujourd'hui
La Maison Liégeoise a vendu le bâtiment à un privé.